# Mộng Ảo Tây Du
Mộng Ảo Tây Du (giản thể: 梦幻西游; phồn thể: 夢幻西遊; bính âm: Mèng Huàn  Xī Yóu) là tựa game nhập vai trực tuyến nhiều người chơi do hãng NetEase phát triển và điều hành. Trò chơi được phát hành cho nền tảng Microsoft Windows vào tháng 12 năm 2001. Đây là tựa game trực tuyến phổ biến nhất ở Trung Quốc tính đến tháng 5 năm 2007 do số lượng số người chơi cùng lúc cao nhất (PCU) đã lên đến 1,5 triệu người.  Người dùng đã đăng ký đạt 25 triệu người vào tháng 4 năm 2005, với 576.000 người chơi cùng lúc cao nhất trên 198 máy chủ trong game, được coi là tựa game trực tuyến phát triển nhanh nhất ở Trung Quốc vào thời điểm đó.  Người chơi cùng lúc trung bình được báo cáo vào tháng 8 năm 2006 là khoảng 400.000 người.   Trò chơi sử dụng bộ engine tương tự như Đại Thoại Tây Du II với phong cách đồ họa khác biệt. Cả hai trò chơi đều lấy cảm hứng từ tiểu thuyết Tây Du Ký của Trung Quốc. Cùng với Đại Thoại Tây Du II, đây là một trong những trò chơi điện tử có doanh thu cao nhất mọi thời đại, đạt doanh thu cả đời ước tính 6,5 tỷ đô la Mỹ, tính đến năm 2019 và có 400 triệu người dùng vào năm 2015.

## Lịch sử
Tháng 7 năm 2006, các quản trị viên đã giải tán một bang hội chống Nhật gồm 700 thành viên, và khóa tài khoản của người sáng lập vì có tên người dùng chống Nhật. Một cuộc biểu tình lớn đã diễn ra trong game vài ngày sau đó vào đúng ngày 7 tháng 7, ngày kỷ niệm mở đầu Chiến tranh Trung–Nhật lần thứ hai, với 80.000 người dùng tham gia cuộc biểu tình trực tuyến tại một trong các máy chủ này.
Tổng số người đăng ký của Mộng Ảo Tây Du đã đạt 310 triệu người tính đến năm 2015.

## Bản di động
Nhà sản xuất còn phát hành thêm phiên bản di động dành cho hệ điều hành Apple iOS và Google Android vào năm 2015. Tựa game di động này đã thu về hơn 800 triệu đô la Mỹ chỉ riêng ở Trung Quốc vào năm 2016. Năm 2017, game giúp hãng thu được 1,5 tỷ đô la Mỹ trên toàn thế giới, nâng tổng doanh thu của phiên bản di động lên khoảng 2,3 tỷ đô la Mỹ vào năm 2017.
Mộng Ảo Tây Du liền tung ra đoạn phim hoạt hình 3D đầu tiên vào năm 2015. Sau khi phát hành trên nền tảng video trực tuyến chính thống của Trung Quốc, đoạn phim này còn liên tiếp ra mắt trên một số đài truyền hình Trung Quốc.